# Audrey Tang

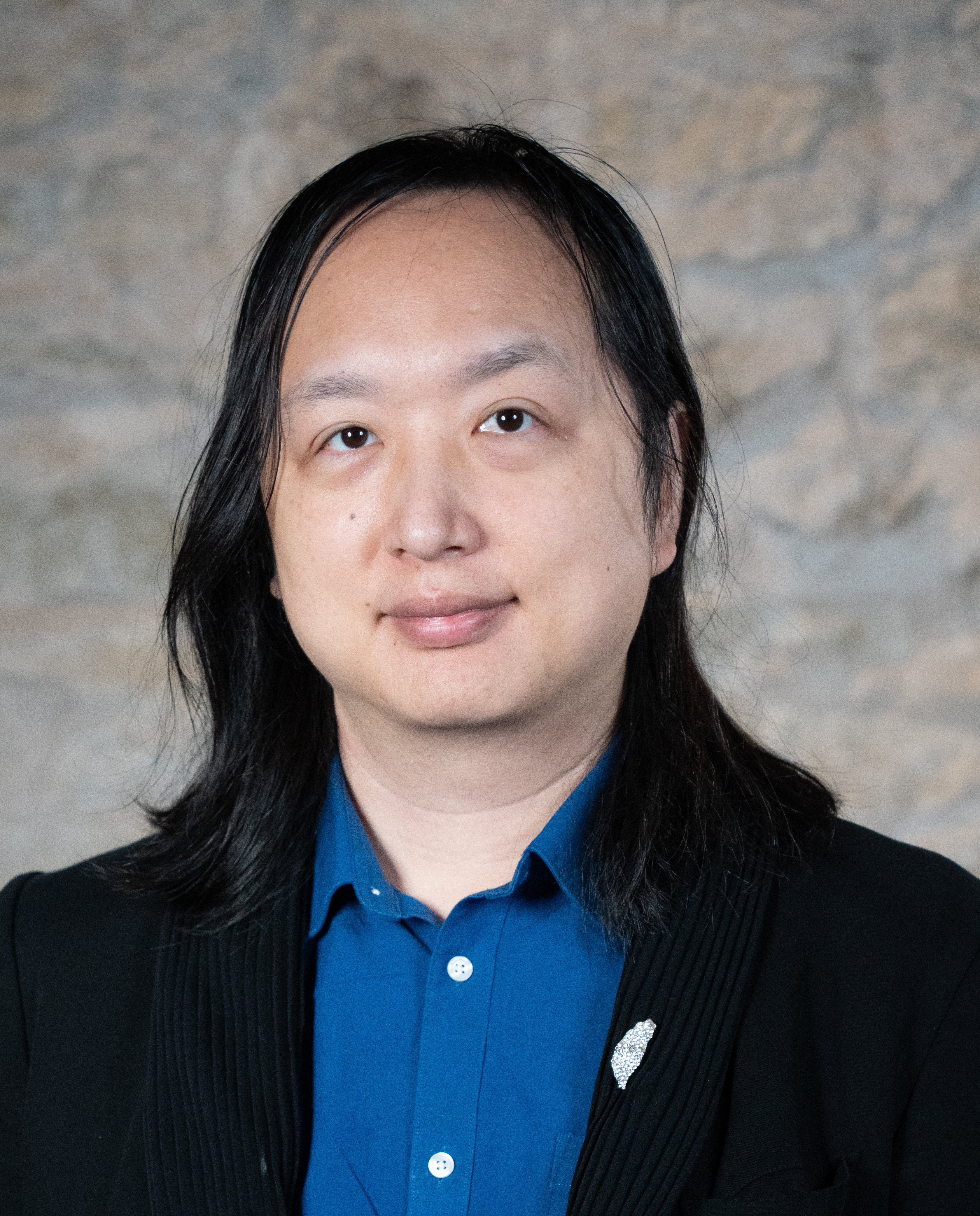
Audrey Tang (唐鳳), 2025

Audrey Tang (geboren op 18 april 1981, voorheen bekend als Autrijus Tang) is een Taiwanese vrije-softwareprogrammeur, die is beschreven als een van de "tien groten in de ICT in Taiwan". Tang was een van de oprichters van het gratis burgerparticipatieplatform g0v.tw. In augustus 2016 werd ze uitgenodigd om zich te voegen bij de Taiwanese uitvoerende yuan als minister zonder portefeuille, waarmee ze de eerste transgender persoon in het kabinet werd. Ze is verantwoordelijk voor het helpen van de overheid om te communiceren over haar beleidsdoelen en voor het beheren van informatie gepubliceerd door de overheid, beide via digitale middelen.

## Biografie
Tang was al vroeg geïnteresseerd in computers; ze begon in Perl te programmeren toen ze nog maar 12 was. Twee jaar later stopte ze met de middelbare school omdat ze niet als scholier kon leven. Toen ze 19 was werkte Tang al in Silicon Valley in de Verenigde Staten als ondernemer. In 2005 begon ze met de overgang van man naar vrouw. Ze heeft een IQ van 180. Ze promoot zelfstudie en individualistisch anarchisme.

## Bijdragen aan vrije software
Tang is vooral bekend doordat ze het Pugs-project geïnitieerd en geleid heeft. Dit was een gemeenschappelijk project van de Haskell- en Perl-gemeenschappen voor het implementeren van de programmeertaal Perl 6. Ze droeg ook bij aan internationalisatie en lokalisatie voor diverse vrije software-programma's waaronder SVK (waarvoor ze ook een groot deel van de code schreef), Request Tracker en Slash. Verder leidde ze projecten om diverse boeken op het gebied van opensourcesoftware te vertalen naar het Chinees.
Op CPAN initieerde Tang meer dan 100 Perl-projecten tussen juni 2001 en juli 2006, waaronder de populaire Perl Archive Toolkit (PAR), een cross-platform distributietool voor Perl 5. Ze is ook verantwoordelijk voor het opzetten van smoke testing en digitale handtekening-systemen voor CPAN. In 2005 sprak ze op O'Reilly Media's European Open Source Convention in Amsterdam.

## Publicaties
- Aker, Brian; Krieger, David; Wei-hung, Chen; Chih-jung, Chang; Chun-ying, Huang; Chih-pin, Lin; Ke-huan, Lin; Kang-min, Liu; Chung-han, Tang; Chien-ting, Weng (vertalers) (november 2003). 架設 Slash 社群網站 (Running Weblogs with Slash) (in het Chinees). Taipei, Taiwan: O'Reilly Media. ISBN 986-7794-22-2

- Association for Computing Machinery: 81322507612
- CiNii: DA19669768
- DBLP: 84/5274
- Gemeinsame Normdatei: 1219941670
- Library of Congress Control Number: no2022155241
- National Central Library: 026850690
- Bibliotheek van het Japanse parlement: 001360390
- Système universitaire de documentation: 258587865
- Virtual International Authority File: 2140156374127507710007
- WorldCat: E39PBJqQBqtVfKm3rQrrPRbKh3